# 朱光熙 (崇禎進士)
朱光熙（1592年1月8日—1646年），字澹明，紹興府山陰縣人，明朝、南明政治人物。

## 生平
崇禎三年（1630年），朱光熙舉庚午科順天鄉試第四十八名，次年（1634年）聯捷進士。都察院觀政，八年授廣東揭陽縣知縣。當地長有毒草，愚民用毒草害人，他就出盡資金收購，到江浙購買桑麻，教育人民紡織，使他們安居樂業。他又防禦海盜，急於請求賑災，使當地萬人存活；其後朱光熙相繼轉任南海、樂亭知縣，到隆武年間遷為禮科給事中。福京失陷，他不停哭泣到去世卒，妻子周氏不過一個月也去世。

## 家族
曾祖朱儒，祖朱崙，父朱炆。

## 引用
1. ↑  《朱光熙暨妻周氏墓誌铭》：墓主朱光熙，字澹明，明会稽人。生於万曆十九年（一五九一）十一月二十五日。
2. 1 2  錢海岳《南明史·卷四十五·列傳第二十一》：朱光熙，字澹明，紹興山陰人。崇禎七年進士。授揭陽知縣。地生毒草，愚民自殺以相傾陷，出金盡購草入官，市桑麻江、浙，教機杼，民多樂業。
3. ↑  雍正《山陰縣志·卷二十》：崇禎六年癸酉科（舉人）……朱光熙……
4. ↑  《崇祯七年甲戌科进士履历便览》：朱光熙，曾祖儒，祖崙，父炆。澹明，诗二房，庚子年十一月二十五日生，绍兴府会稽人，庚午乡试，会一百三十九名，三甲一百九十七名，都察院观政，乙亥授广东揭扬知县，丙子丁忧，己卯補南海知县。
5. ↑  錢海岳《南明史·卷四十五·列傳第二十一》：禦海寇。振不俟請，全活萬計。調南海、樂亭，遷禮科給事中。福京亡，哭泣卒。妻周未一月歿。